# Arkadi Plastov
Arkadi Plastov (en russe : Пластов, Аркадий Александрович), né le 19 janvier 1893 (31 janvier dans le calendrier grégorien) à Prislonikha en Russie et mort le 12 mai 1972 à Prislonikha est un peintre soviétique.

## Biographie
Fils d'Olga Ivanovna née Lehman, descendante d'Allemands russifiés et d'Alexandre Grigorievitch Plastov, il voit le jour le 31 janvier 1893 à Prislonikha, un village naguère situé dans le Gouvernement de Simbirsk et maintenant inclus dans l'oblast d'Oulianovsk. Du côté paternel, c'était une famille d'artistes : le père était peintre d'icônes tout comme le grand-père, Grigori Gavrilovitch, qui avait aussi conçu les plans de l'église du village, l'église de l'Épiphanie. Celle-ci a brûlé dans la nuit du 5 mai 2016, mais a été reconstruite à l'identique . 
À sept ans, il entre à l'école élémentaire, un privilège à cette époque où la moitié des enfants ne sont pas scolarisés, dans laquelle il passe trois ans avant d'être inscrit à l'école théologique de Simbirsk en 1903. Il y passe cinq ans qui, dans son autobiographie, lui laissent un horrible et triste souvenir : pour les 250 pensionnaires régnait la loi du plus fort : les plus forts étaient ceux de 1re année et les plus faibles ceux de 4e année. De plus, il fallait selon son témoignage prier vingt fois par jour et les élèves étaient complètement isolés du monde extérieur . Au printemps de l'année 1908, il assiste puis participe à la rénovation des peintures murales de l'église de son village par un artel de peintres en icônes dirigé par son père. Cette expérience enthousiasmante lui révèle son goût pour tout ce qui concerne le travail artistique, mais ses parents rêvant qu'il devienne prêtre pour sortir du besoin l'envoient au séminaire théologique, toujours à Simbirsk où il étudie la théologie, le français, le grec, l'histoire, le latin, la littérature, la philosophie. À l'automne 1908, à l'occasion d'une exposition agricole provinciale où son père l'avait emmené, il découvre des œuvres de Dmitri Arkhanguelski . Incité par son père, le lendemain, il demande à l'artiste qui n'a que huit ans de plus que lui, de lui apprendre le dessin, l'aquarelle. Selon le témoignage de son professeur, d'emblée il fait preuve de zèle, de curiosité, d'imagination, d'initiative et il est particulièrement créatif.  
En août 1912, après avoir quitté la 4e classe du séminaire, avec une bourse du conseil municipal et de l'administration rurale, de clients, d'amis qu'il s'était fait parmi les intellectuels de Simbirsk, il se rend à Moscou pour préparer le concours d'entrée à l'École de peinture, de sculpture et d'architecture de Moscou à l'atelier d'Ilia Machkov. Il échoue et entre le 14 janvier 1913 à l'École Stroganoff à l'atelier de Fiodor Fedorovski (ru) qui le conseille et l'aide moralement et celui de Sergueï Alechine où il travaille la copie à la cire, le dessin d'ornement, le moulage du bronze, la sculpture sur bois et sur ivoire. L'année suivante il réussit à rentrer au MUJVZ (en russe : Московское училище живописи, ваяния и зодчества, МУЖВЗ) et se retrouve à l'atelier du sculpteur Sergueï Volnoukhine (ru), ce qui ne l'empêche pas, lorsqu'il se retrouve seul, de peindre à l'huile et de fréquenter occasionnellement les ateliers de peinture d'Abram Arkhipov, Alexeï Korine, Leonid Pasternak, Alekseï Stepanov, Apollinaire Vasnetsov. Il commence par la sculpture car ayant peu de moyens il ne peut pas s'acheter aisément les matériaux et les outils nécessaires pour peindre étant très actif, mais aussi parce qu'il pense que pour un peintre, c'est un plus d'avoir une idée claire de la forme. À la suite de cette formation, dans les années 1920, il réalisera un petit nombre d'œuvres comme cette maquette pour un monument dédié à ceux qui sont morts pendant la guerre civile , des portraits, des compositions fantastiques avec des racines d'arbres. Pendant les vacances d'été, de 1913 à 1916, il retourne dans son village et à Simbirsk où de  1913 à 1916 il expose ses œuvres dans des expositions aux côtés de Dmitri Arkhanguelski. Après trois années de formation où il a pu aussi profiter du patrimoine culturel de la capitale en allant étudier les œuvres d'Isaac Levitan, Valentin Serov, Constantin Korovine, Philippe Maliavine, entre autres, exposées dans les musées ou lors d'expositions, en ayant fréquenté le milieu artistique moscovite, il obtient son diplôme de fin d'études en 1917. Il participe aussi activement à la Révolution de Février et après avoir «parcouru Moscou dans un camion muni de mitraillettes, portant le drapeau rouge sur un fusil, arrêté des policiers et des gendarmes dans des bureaux de vote et des gares ferroviaires...»  il rentre dans son village natal. Il va y passer huit ans à peindre, à tenir la fonction de secrétaire du soviet de village impliqué dans l'organisation d'une ferme collective dont il sera l'un des premiers à être enregistré en 1931, à travailler au sein du comité des paysans pauvres, à organiser l'assistance aux affamés pendant la famine de 1921-1922, mais aussi à participer aux travaux agricoles aux côtés des kolkhoziens, faucher, labourer, semer un terrain que l'État lui a loué comme en témoignent de nombreuses photographies, à s'occuper d'une vache et d'un mouton qu'il a longtemps possédés. Cette vie va se refléter dans toute son œuvre et on peut dire que Plastov est un peintre de la vie paysanne. Il revient à Moscou en 1925 pour réaliser des affiches politiques, d'autres consacrées à l'agriculture et illustrer des livres afin d'avoir un peu d'argent. 
En 1928, il réalise sa première exposition individuelle à Kazan dont le catalogue va se montrer très utile. En effet, à Prislonikha, en juin 1931, lors de la fête Notre-Dame de Kazan, le feu prend dans la grange d'une personne âgée et le chaume enflammé du toit provoque la propagation du feu au chaume d'environ soixante constructions voisines. La maison et l'atelier d'Arkadi Plastov ainsi qu'une grande partie de son travail sont anéantis. Cependant on peut se faire une idée assez exhaustive des œuvres perdues grâce au catalogue de l'exposition précédemment citée, mais aussi par les illustrations reproduites dans des livres édités auparavant. Ce drame semble avoir motivé l'artiste pour se remettre en priorité au travail artistique afin de compenser les pertes subies.
Auparavant, en 1929, il avait découvert les cachots du NKVD. Des agitateurs chargés d'orienter la gestion des fermes collectives étaient arrivés au village pour persuader les paysans d'acheter un tracteur. Le camarade Plastov avait fait remarquer que si cet appareil tombait en panne personne ne saurait le réparer; alors il avait proposé qu'avec les sommes récoltées on achète des chevaux. Accusé d'avoir pris la parole pour entraver la ligne du parti qui était d'industrialiser le pays, il passa quatre mois dans les locaux du NKVD. Les habitants de Prislonikha ont alors écrit une lettre aux responsables expliquant qu'il ne présentait pas de danger pour l'ordre public. Cet aléa ne le décourage pas et probablement encouragé par les réactions des villageois il s'inscrit au kolkhoze en 1931. Son attitude révèle qu'il n'était pas un partisan zélé de tout ce développement technique : très peu de machines dans ses tableaux sauf un avion qui apporte la mort, une moissonneuse-batteuse que l'on voit à peine dans Fête au kolkhoze et il s'était même opposé un moment à l'électrification de son village. Cependant plus tard avec l'argent du Prix Staline de 1er degré, 100 000 roubles, en 1946, il achètera pour lui et sa famille quatre vélos mais, «on n'arrête pas le progrès», douze ans plus tard, une moto IL-49 puis à la fin des années 1960 un VTT GAZ-69.
Pour la première fois, au salon d'automne, en 1935 il expose à Moscou avec La Tonte des moutons, La Fenaison et Les Écuries du kolkhoze puis dès 1937, il appartient à l'Union moscovite des artistes soviétiques (ru).
En 1938, il peint Le Troupeau ou Au pâturage et le 6 mai c'est l'inauguration de l'exposition «20 ans de l'armée et de la marine rouges». Il y expose Le Bain des chevaux qui avait été précédé par une esquisse en 1937 de 66 x 99,5 cm et par plusieurs études. Ce grand tableau qui représente des soldats de l'armée rouge en train de guider leurs chevaux dans l'eau d'une rivière ou d'un étang est jugé comme une des meilleures peintures de l'exposition... réalisée avec une grande habileté . Lorsque ce tableau a aussi servi à illustrer un livre pour enfants, Arkadi Plastov a préféré ajouter un short au soldat qui est debout sur sa monture. Auteur de nombreuses scènes de genre, il a peint aussi un très grand nombre de portraits d'anonymes ou pas, de proches, de la famille ou du village, d'enfants ce qui explique la présence de ses œuvres à l'exposition consacrée aux «Gens célèbres au pays des Soviets» à la Foire internationale de New York 1939-1940 sous la direction de Vassili Efanov (ru). En 1939, il peint un tableau de grandes dimensions Le Gardien du troupeau de chevaux pour le pavillon élevage de l'exposition agricole de l'URSS à Moscou et lors de l'exposition «Industrie du socialisme», il présente Fête au kolkhoze. Dans cette assemblée colorée, les nombreux personnages peints sont des voisins, des amis du peintre dont aucun n'occupe une position centrale mais a un rôle dans la collectivité en fête. Sur cette toile assez immense, 187 x 307 cm, qui contribue à le faire bien connaître, on voit, accrochés à la moissonneuse-batteuse, le portrait de Staline, l'étoile rouge, la faucille et le marteau et une banderole sur laquelle est écrit «Vivre est devenu meilleur, vivre est devenu plus gai». Ce tableau est le résultat d'un travail préparatoire avec plus de 200 esquisses qui à la suite de critiques négatives est retravaillé : suppression de bariolages inutiles, retouches sur le portrait de Staline, modifications sur les visages des trois vieux autour du samovar, mais Plastov refuse de placer sur la maison des portraits de membres du Politburo comme on le lui propose. Après le XXe congrès du Parti communiste de l'Union soviétique, du 14 au 25 février 1966, on lui demande de supprimer le portrait de Staline; Arkadi Plastov qui avait déjà obéï en acceptant de le mettre devrait donc obéïr une seconde fois : il refuse car il ne veut pas qu'on le prenne pour une girouette... 
En 1940, on lui attribue l'atelier 26 au 5 de la rue Bolchaïa Maslovka où vivent et travaillent d'autres artistes. L'année suivante, le pays est envahi par l'armée allemande : l'artiste s'exprime en peignant entre autres Les Hitlériens sont là, Le Convoi de prisonniers, Seul contre un char, mais ces œuvres n'atteignent pas la notoriété alors que si avec Après le passage d'un avion nazi peint en 1942. Il y traduit sans emphase les conséquences atroces du conflit dans la banalité de la vie quotidienne. Réalisé pour une exposition à Moscou consacrée à la Grande guerre patriotique, ce tableau  montre un jeune berger au crâne ensanglanté étendu dans un pâturage près de son troupeau dont des bêtes ont été elles aussi mitraillées par l'avion qui s'éloigne après avoir commis ce massacre. Cette œuvre qui illustre la férocité gratuite de l'envahisseur, son mépris pour le peuple russe dont les enfants sont abattus comme du bétail, fut exposé à l'ambassade d'URSS lors de la Conférence de Téhéran pour montrer qu'à côté des impératifs tactiques et diplomatiques, il ne fallait pas oublier l'aspect humain. Cette représentation fit son effet. Son petit-fils Nikolaï raconte que la position de l'enfant a été trouvée fortuitement : maladroitement un enfant a trébuché ce qui l'a fait tomber dans l'herbe sèche. Arkadi Plastov lui a demandé de conserver la position pendant quelques instants et sept jours après, le tableau était terminé. Il réalisera en 1944 Les Moutons paissent qui semble être peint à peu près au même endroit que le tableau précédemment cité, c'est-à-dire à l'est de Prislonikha, près de la route de Zarechnaya et de la rivière Uren; la paix revenue, le berger et ses moutons peuvent profiter en toute tranquillité des couleurs de l'automne. Le conflit ne paralyse pas totalement l'activité culturelle du pays : au printemps 1941 il est présent à l'exposition des nouvelles œuvres de l'art graphique soviétique à Moscou avec Élections au comité des paysans pauvres, La Vache reçue en prix, L'Inscription de membres dans un kolkhoze, La Souscription à l'emprunt. Pendant la guerre, Arkadi Plastov reste à Prislonikha sans doute en raison de son âge, mais se rend à la fin de 1942 à Stalingrad sur ordre du commissariat du peuple à la défense avec pour mission de faire des dessins d'après nature afin d'alimenter une exposition sur la «Grande Guerre patriotique dans les Beaux-Arts». Ceci nous est révélé par une attestation du 23 décembre 1943 signée par Alexandre Guerassimov, mais nous ne savons pas quelles œuvres correspondent à cette période car cela n'est pas indiqué sur ses travaux. C'est peut-être pour ce travail qu'il a reçu en 1945 une médaille pour son œuvre courageuse pendant la guerre de 1941-1945. De retour à Moscou, il peint L'Infirmier, La Lettre, Sur les chemins de Stalingrad, La Batterie au matin.La même année, on lui attribue le titre d'artiste honoré de la fédération de Russie
Ce ne sont pas ces œuvres qui lui font remporter le Prix Staline du premier degré en 1946 mais La Moisson dénommée d'abord Année 1944 et La Fenaison à laquelle il avait déjà consacré une composition en 1935, exposés pour la première exposition artistique d'après-guerre à la Galerie Tretiakov, hommages colorés au travail patriotique des femmes, des enfants et des personnes âgées des fermes collectives pendant la guerre. La couleur, trop de couleur, trop de rouge par exemple, lui attirera souvent des critiques d'artistes membres des jurys chargés de sélectionner les œuvres pour les expositions. Ce goût lui venait peut-être de son enfance passée auprès de peintres d'icônes, dans un milieu rural où broderies, vaisselle, vêtements ont des couleurs éclatantes. Ainsi il serait pour cette raison aussi le reflet de la paysannerie. Encore en 1946, il reçoit le titre de maître émérite de la République socialiste fédérative de Russie
Vers la fin des années 1940, certains se méfiant des influences étrangères l'accusent d'être un fan d'impressionnisme, de s'éloigner de l'idéologie officielle néanmoins cela ne l'empêche pas d'être nommé membre de l'Académie des Beaux-Arts de l'URSS en 1947 et plus tard député du Conseil régional d'Oulianovsk. Sergueï Guerassimov lui rend visite et l'avertit de la suspicion dont on l'entoure; pour la dissiper il peint en 1948 Lenine à Razliv. 
1954 : Il peint Le Printemps aboutissement de nombreuses esquisses à l'aquarelle qui montrent des modifications de la composition. Cette toile est exposée en 1955 à l'«Exposition pansoviétique» à Moscou. On y voit une jeune femme nue à la sortie du bania habillant sa petite fille pour la protéger du froid. C'est une image de l'amour maternel car cette maman prend soin de son enfant avant de penser à elle. C'est une des rares œuvres du peintre représentant le nu qu'il soit masculin ou féminin. Pour le nu masculin on a Le Bain des chevaux et pour le nu féminin on peut citer Tractoristes où deux jeunes kolkhoziennes, vraisemblablement, vont se baigner dans un petit ruisseau tandis qu'à une certaine distance, un homme assis sur le plateau d'une remorque qui transporte une citerne, les regarde. Le troisième est intitulé Samedi: une jeune femme sort du bania pour aller remplir au ruisseau le seau qu'elle tient à la main : traditionnellement, le samedi est souvent réservé au bain de vapeur qui se termine par une douche d'eau froide. C'est sans doute un aspect de la vie à la campagne qu'Arkadi Plastov a voulu représenter. En marge des commentaires de sites qui proposent plusieurs interprétations plus ou moins savantes, on peut remarquer que l'artiste avec ses multiples scènes de genre n'a pas pu faire autrement que nous montrer que les gens se déshabillaient pour se laver.
1956 : Il expose trois toiles dont Première neige à la XXVIIIe Biennale de Venise qui marque aussi le retour de l'URSS à cette manifestation. L'année suivante, il est élu membre du conseil d'administration de l'Union des artistes de l'URSS (ru) et de l'Union des artistes de la RSFSR. En 1958 il reçoit la médaille d'or du ministère de la culture de l'URSS et retourne en Italie avec trois autres toiles et des illustrations pour des livres de Léon Tolstoï. Lors des trois voyages qu'il effectue dans ce pays, il visite Florence, Naples, Venise, Rome, comme en témoigne le tableau Via Appia. 
1962 : Il reçoit le titre d'Artiste du peuple de l'URSS. L'année suivante, il est distingué avec l'Ordre de Lénine pour ses soixante-dix ans, cinq ans après avec un deuxième ordre de Lénine pour ses cinquante ans d'activité artistique et ses soixante-quinze ans et en 1971 une troisième fois.
En 1964, il reçoit la médaille de la société indienne des Arts de Calcutta, deux ans après expose en Bulgarie et reçoit le Prix Lénine pour une série de neuf toiles illustrant «Les gens du kolkhoze» : Au village, La Jeune fille à la bicyclette, Maman, Mars au village, Le Printemps, La Récolte des pommes de terre, La Source, Vitia le berger et Le Dîner des tractoristes qui avait été auparavant exposé à Londres en 1958. En 1968, il exerce la fonction de secrétaire du conseil de l'Union des artistes de l'URSS, responsabilité qu'il assurera jusqu'à sa disparition.
Le 6 mai 1972, en plein travail dans son atelier, il est victime d'un AVC et s'éteint six jours plus tard, chez lui, dans son village. Depuis 1925, il était l'époux de Natalia Alexeïevna von Vik descendante d'une famille noble allemande dont le père était chef de zemstvo dans le gouvernement de Simbirsk. L'année 1930 a vu la naissance de leur fils Nikolaï qui en tant qu'artiste a poursuivi l'œuvre de son père. Celui-ci qui témoigne de l'affection que lui portait son père qui le peignait, lui racontait des histoires, lui fabriquait des jouets en bois, a disparu en l'an 2000. Comme son père, avec son épouse Elena Nikolaïevna ils ont eu un fils prénommé aussi Nikolaï, actuellement membre de l'Union des peintres russes et diplômé de l'Institut d'État académique des Beaux-Arts Vassili Sourikov à Moscou. Avec son épouse Tatiana professeure de philologie et peintre qui écrit des articles sur l'œuvre d'Arkadi Plastov, ils gèrent l'important patrimoine artistique de la famille.
Il n'aura pas vécu assez longtemps pour recevoir la même année, à titre posthume le Prix d'État de la RSFSR Ilia Repine (ru) pour Feu de camp dans un champ, Une image du passé et des portraits de contemporains.

## Œuvres

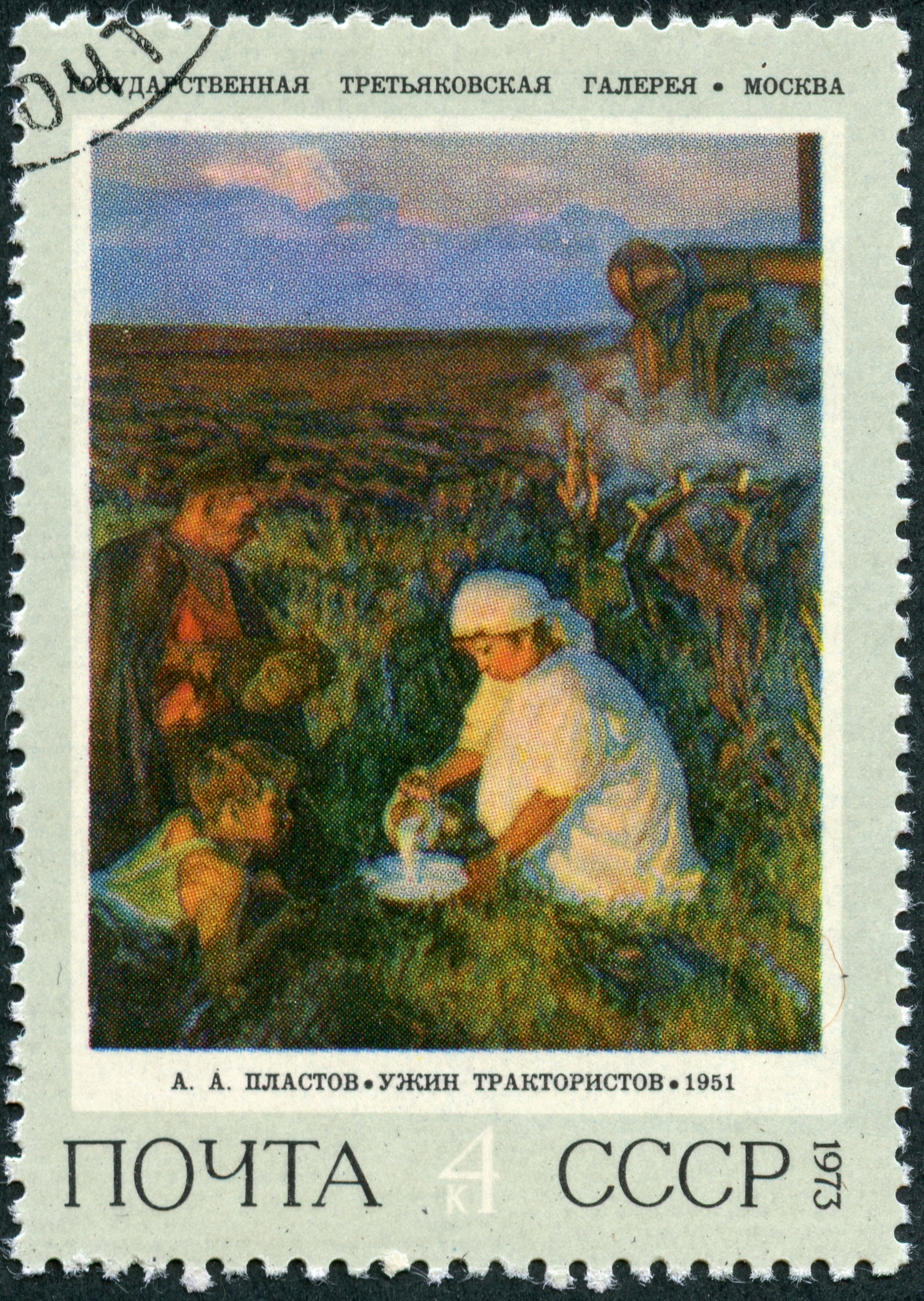
Le dîner des tractoristes. Galerie Tretiakov à Moscou

La liste bien qu'incomplète, on lui recense dix mille œuvres environ, montre les thèmes abordés, les techniques appliquées, les supports utilisés, les dimensions choisies, les lieux où sont conservées les œuvres et nous renseigne sur les faits ou les personnes qu'il a choisi d'interpréter, à quelles dates et à quels endroits, surtout à la campagne, il se trouvait quand il travaillait.
Pour en limiter l'étendue, cette liste ne comprend que des œuvres exposées dans des musées ouverts au public.

### Peintures
- années 1920 : Vu à l'armée, huile sur toile, 22 x 30 cm. Musée des Beaux-Arts à Volgograd
- 1930 : Nature morte aux lilas dans un vase blanc. Musée des Beaux-Arts à Springville (en)
- 1934-1936 : Autoportrait, huile sur toile, 79 x 61 cm. Galerie Tretiakov à Moscou
- 1935 : La Tonte des moutons, huile sur toile, 90 x 143 cm. Musée des Beaux-Arts d'État à Tcheliabinsk
- 1937 : Garçon aux pommes.  Musée des Beaux-Arts à Springville
- 1937 : Fête au kolkhoze, huile sur toile, 187 x 307 cm. Musée Russe à Saint-Pétersbourg
- 1938 :  Le Bain des chevaux, huile sur toile, 200 x 300 cm. Musée Russe à Saint-Pétersbourg
- 1938 : Troupeau ou Au pâturage, huile sur toile, 180 x 282 cm. Galerie de peinture à Sverdlovsk
- 1938-1939 : Jeunes pins.  Musée d'art régional à Oulianovsk
- 1939 : Les Élections au comité des paysans pauvres, gouache sur papier, 54,2 x 73,5 cm. Galerie Tretiakov à Moscou
- Fin des années 1930 début des années 1940 : Portrait de Dmitri Arkhanguelski. Musée d'art régional à Oulianovsk
- 1940 : Fille au parapluie rouge. Musée des Beaux-Arts à Springville
- 1940 : Portrait du kolkhozien Nikita Goulyaev, huile sur toile, 78 x 56 cm. Musée d'art régional à Oulianovsk
- 1940 : Bergers. Musée d'art Radichtchev (Saratov)
- 1941 : Les Nazis sont là, huile sur toile. Musée d'art régional à Toula
- 1942 : Le Garçon Arkadi Kondratev, à Prislonikha. Musée des Beaux-Arts à Springville
- 1942 : Après le passage d'un avion nazi, huile sur toile, 138 x 185 cm. Galerie Tretiakov à Moscou
- 1943-1944 : Les Moutons paissent, huile sur toile, 120 x 183,5 cm. Institut d'art réaliste russe à Moscou
- 1944 : Mars. Musée d'art Radichtchev à Saratov
- 1944 : L'Invité du front, huile sur toile, 120 x 183 cm. Musée réserve d'État à Smolensk
- 1944 : Macha. Galerie d'Art d'État à Perm
- 1945 : La Moisson, huile sur toile, 166 x 219 cm. Galerie Tretiakov à Moscou
- 1945 : La Fenaison, huile sur toile, 193 x 232 cm. Galerie Tretiakov à Moscou
- 1945 : La Foire. Musée d'Art de Moldavie à Kichinev
- 1946 : Portrait d'un vieil homme, Nikita Toulyaev.  Musée des Beaux-Arts à Springville
- 1946 : Première neige, huile sur toile, 113 x 146 cm, galerie de peinture à Tver
- 1947 : En route pour les élections, huile sur toile, 295 x 221 cm. Galerie Tretiakov à Moscou
- 1947 : Au marché, huile sur toile, 112 x 138 cm; Musée des Beaux-Arts à Nijni Novgorod
- 1947 : La Basse-cour. Galerie des Beaux-Arts d'État Boris Kustodiev à Astrakhan
- 1947-1948 : La Campagne en mars, huile sur toile, 210 x 157 cm. Institut d'art réaliste russe à Moscou
- 1948 : Lenine à Razliv, huile sur toile, 132 x 188 cm. Musée Russe à Saint-Pétersbourg
- 1948 : Partisans dans la forêt, huile sur toile, 127 x 198 cm. Musée Russe à Saint-Pétersbourg
- 1949 : Battage au kolkhoze, huile sur toile, 201,5 x 384 cm. Musée national d'art d'Ukraine à Kiev
- 1950 : Enfants d'un camp de pionniers en promenade . Musée d'art régional à Oulianovsk
- 1950 : Une fille en hiver, huile sur toile. Musée des Beaux-Arts à Springville
- 1951 : Vitia le pastoureau, huile sur toile, 121 x 186 cm. Musée Russe à Saint-Pétersbourg
- 1951 : Le Dîner des tractoristes, huile sur toile, 200 x 167 cm. Galerie Tretiakov à Moscou
- 1952 : Couple cosaque. Musée Tolstoï (Moscou)
- 1952 : Mariana, gouache. Musée Tolstoï à Moscou
- 1952 : Vieux cosaque. Musée Tolstoï à Moscou
- 1952 : Printemps ou La Source selon Serafima Kouznetsova, huile sur toile, 221 x 121 cm. Galerie nationale d'Arménie à Erevan
- 1953-1954 : Homme avec un cheval, gouache. Galerie Tretiakov à Moscou
- 1953-1954 : En été, huile sur toile, 160 x 112 cm. Musée Russe à Saint-Pétersbourg
- 1953-1954 : Léon Tolstoï rencontrant des aveugles, aquarelle et gouache sur papier, 63 X 86,5 cm. Galerie Tretiakov à Moscou
- 1953-1967 : Festivités, huile sur toile. Musée d'art régional à Oulianovsk
- 1954 : Jeunesse, huile sur toile, 170 x 204 cm. Musée Russe à Saint-Pétersbourg
- 1954 : Le Printemps, huile sur toile, 211 x 123 cm. Galerie Tretiakov à Moscou
- 1955 : La Jeune fille à la bicyclette, huile sur toile, 110 x 75 cm. Musée d'Art national Vladimir Soukatchiov à Irkoutsk
- 1955-1957 : Les jeunes mariés, huile sur toile, 176 x 124 cm. Musée d'État des arts Abilkhan Kasteyev à Almaty
- 1956 : La Récolte des pommes de terre, huile sur toile, 112 x 161 cm. Musée Russe à Saint-Pétersbourg
- 1956 : Portrait de Vali Volkovoï.  Musée d'art régional à Oulianovsk
- 1956 : Automne à Prislonikha, huile sur toile, 84 x 109 cm. Musée d'art régional à Oulianovsk
- 1957 : Via Appia, Rome, huile sur toile. Musée d'art régional à Oulianovsk
- 1957 : Les Fruits du labeur kolkhozien, huile sur toile, 198 x 291 cm. Galerie Tretiakov à Moscou
- 1957 : Jeune fille au râteau, huile sur toile, 95 x 70 cm. Galerie Tretiakov à Moscou
- 1958 : Vania Repine, huile sur carton, 69 x 49 cm. Galerie Tretiakov à Moscou
- 1958 : Piotr Tonchine, palefrenier de l'établissement forestier, huile sur toile, 107 x66 cm. Musée des Beaux-Arts à Kouïbychev (nom de la ville en 1974)
- 1959 : Fille avec un canard, huile sur toile. Musée d'art régional à Soumy
- 1959-1960 : L'Été, huile sur toile, 205 x 382 cm. Galerie Tretiakov à Moscou
- 1961 : Le Repas des tractoristes, huile sur toile, 200 x 167 cm. Musée d'Art national Vladimir Soukatchiov (ru) à Irkoutsk
- 1961 : À midi, huile sur toile, 174 x 231 cm. Musée Russe à Saint-Pétersbourg
- 1961 : Portrait du peintre Aleksandre Kisseliov, huile sur toile. Musée des Beaux-Arts de l'Altaï à Barnaoul
- 1961-1962 : Au village, huile sur toile, 154 x 228 cm. Galerie Tretiakov à Moscou
- 1962 : Portrait de Kolia Tonchine, huile sur toile. Musée Russe à Saint Pétersbourg
- 1962 : La Mort de l'arbre, huile sur toile, 231 x 133 cm. Musée national des Beaux-Arts de Biélorussie à Minsk
- 1963 : Fille avec une écharpe bleue, huile sur carton, 70 x 50 cm. Musée des Beaux-Arts à Volgograd
- 1964 : Maman, huile sur toile, 156 x 177 cm. Galerie Tretiakov à Moscou
- 1964 : En mars à la campagne, huile sur toile, 114 x 170 cm. Musée d'art régional à Oulianovsk
- 1964-1966 : Berger, huile sur toile, 126,4 x 172 cm. Musée des Beaux-Arts à Volgograd
- 1965 : Portrait de Nikolaï Plastov, son petit-fils. Musée Russe à Saint-Pétersbourg
- 1965 : Mars au village. Musée d'art régional à Oulianovsk
- 1965-1966 : Le doux soleil, huile sur toile, 170 x 193 cm. Galerie Tretiakov à Moscou
- 1968 : Au moulin. Musée d'art régional à Oulianovsk
- 1969 : Feu de camp dans un champ, huile sur toile, 163 x 225 cm. Musée d'art régional à Oulianovsk
- 1969 : Soleil de mars, huile sur toile, 114 x 172 cm. Musée d'art régional à Oulianovsk
- 1969 : Images du passé, huile sur toile, 165 x 224,4 cm. Galerie Tretiakov à Moscou
- 1971 : L'Été de la Saint Martin, huile sur toile, 160 x 247 cm. Ministère des affaires culturelles de la RSFSR à Moscou en 1974, selon Serafima Kouznetsova ou  Musée d'art Radichtchev à Saratov

### Illustration de livres
Dans cette liste incomplète, des œuvres ne sont pas toutes visibles dans des musées publics mais on peut les découvrir dans les éditions des livres auxquels elles étaient destinées.
- 1928 : Paul le malchanceux de Maxime Gorki. Aquarelle. Musée Maxime Gorki à Moscou
- 1928 : Pêcheurs islandais. L'histoire pour les enfants d'âge moyen de L. Boyezen, édité par Gavriil Fomich Mirimanova
- 1929 : Les Pompiers, littérature enfantine, édité par Gavriil Fomich Mirimanova [14]
- 1929 : Les Travailleuses de Lev Ostrooumov (ru), littérature enfantine, édité par Gavriil Fomich Mirimanova
- 1929 : Les Travailleurs de Lev Ostrooumov, littérature enfantine, édité par Gavriil Fomich Mirimanova [15]
- 1946 : L'Année au kolkhoze, littérature enfantine, aux éditions Detguiz
- 1946 : Les Animaux domestiques, littérature enfantine aux éditions Detguiz
- 1948 : Le Gel au nez rouge, poème de Nikolaï Nekrassov
- 1948-1949 : La Fille du capitaine d'Alexandre Pouchkine
- 1949 : L'Inventeur de Mikhaïl Prichvine, littérature enfantine, aux éditions Detguiz
- 1949 : Le Lièvre blanc de Mikhaïl Prichvine, littérature enfantine, aux éditions Detguiz
- 1949 : Le Citronnier de Mikhaïl Prichvine, littérature enfantine, aux éditions Detguiz
- 1950 : Lozina de Léon Tolstoï avec «Moissonneuses sous la vigne» (?), gouache sur papier, 60 x 30 cm
- 1952 : Polikouchka de Léon Tolstoï, gouache et détrempe sur papier, 41,6 x 59,5 cm
- 1952 : Ce qu'il faut de Terre à l'Homme de Léon Tolstoï avec «Pakhomm courant sur une colline», aquarelle et gouache sur papier, 63,5 x 86,5 cm et «La mort de Pakhomm», aquarelle sur papier, 64 x 87 cm toutes les deux au Musée Tolstoï à Moscou
- 1952 : Les Cosaques de Léon Tolstoï avec «Olenine et Mariana», tempera sur papier, 88,5 x 63,5 cm, «Oncle Yerochka», tempera sur papier, 88,5 x 64 cm, «Mariana», gouache et détrempe sur papier, 88,5 x 50 cm tous les trois au Musée Tolstoï à Moscou [16].
- 1953 : À propos des animaux domestiques, littérature enfantine, aux éditions Detguiz
- 1953-1954 : Le Cheval de Léon Tolstoï avec «Kholstomer est séparé du troupeau», aquarelle, gouache et tempera sur papier, 59,3 x 83,3 cm, «Le départ du prince Serpoukhov», gouache et tempera sur papier, 57 x 78 cm, «La louve et ses louveteaux», aquarelle, gouache et tempera sur papier, 74 x 51 cm, «Kholstomer dépasse Cygne», gouache et tempera sur papier, 53 x 75 cm, «Kholstomer reconnaît son maître, le vieux prince», gouache et tempera sur papier, 54 x 78 cm tous les cinq à la Galerie Tretiakov à Moscou
- 1953-1954 : Trois morts de Léon Tolstoï, aquarelle et gouache sur papier, 83,5 x 59 cm. Galerie Tretiakov à Moscou. Pour ce travail il prit pour modèle un paysan de Prislonikha malade.
- 1954 : Récits d'Anton Tchekhov avec La salle n°6, gouache sur papier, 85,8 x 61,2 cm au Musée Russe à Saint-Pétersbourg et L'envie des dormir, gouache sur papier, 62,5 x 87,5 cm au Musée Russe de Saint-Pétersbourg
- ...? : La Foire de Sorotchintsy de Nicolaï Gogol

## Expositions
- Le site [17] donne une liste chronologique d'environ 76 expositions auxquelles l'artiste a participé. tant en URSS qu'à l'étranger.